# Learjet 45
De Learjet 45 is een privéjet gebouwd door Bombardiers Amerikaanse dochter Learjet. Het vliegtuigtype werd eind jaren 1990 geïntroduceerd.

## Geschiedenis
In september 1992 maakte Learjet bekend dat de 45 ontwikkeld werd. Op 7 oktober 1995 — op de 32ste verjaardag van de oorspronkelijke Learjet 23 — maakte het type de eerste vlucht. In september 1997 volgde de certifiëring door de FAA en in januari daarop werd het eerste toestel geleverd.
In januari 2004 werd de afgeleide Learjet 40 geïntroduceerd. In juni 2004 werd de verbeterde Learjet 45XR gelanceerd. Deze variant biedt betere prestaties dankzij verbeterde motoren.
Een aantal componenten van het vliegtuig worden door andere afdelingen binnen de Bombardier-groep geproduceerd. De vleugels van de 45 worden gemaakt bij de Havilland Canada. De romp en staart worden bij Short Brothers in Noord-Ierland gebouwd.